# Hævn (film)
Hævn er en dansk kortfilm fra 1982 instrueret af Grete Bentsen efter eget manuskript.

## Medvirkende
- Poul Bundgaard
- Caja Heimann
- Grete Karlsen
- Eik Koch
- Søren Rode
- Dianna Vangsaa